# Ефрем Антиохийский
Ефре́м Антиохи́йский (греч. Εφραίμ Αντιοχείας), или Ефре́м Ами́дский (последняя четверть V века, Амида — 545) — антиохийский патриарх (527—545), богослов. Почитается в Православной церкви в лике святителей, память 8 июня по юлианскому календарю.

## Жизнеописание
Ефрем родился в Амиде, происходил из знатной сирийской семьи. Служил при императорах Анастасии (491—518) и Юстине (518—527): был главным казначеем империи, а затем комитом Востока (522—526 годы). В 526 году после опустошительного землетрясения в Антиохии, в котором погиб патриарх Евфрасий, был направлен императором Юстином для руководства восстановительными работами.
В 526 году Ефрем, известный своим благочестием, был избран на патриарший престол Антиохийской церкви. Избрание на патриарший престол было осуществлено против воли Ефрема, но с одобрения императоров Юстина I и Юстиниана I для которых концентрация в Сирии светской и религиозной власти в одних руках была необходима в условиях персидской угрозы и религиозного раскола после IV Вселенского собора.
Житие описывает его труды по борьбе с монофизитами. Известна легендарная история обращения им в православие столпника-монофизита:

Однажды ему было сообщено о некоем столпнике, проживавшем в окрестностях Иераполя, — именно Ефрему было сказано, будто тот столпник входил в общение с еретиками северианами. Великий архиерей Божий тогда самолично отправился к нему и упрашивал его, и даже слезно умолял, отстать от Северова заблуждения… 

Желая устрашить патриарха, столпник ответил: 

— Прикажем, господин патриарх, разжечь большой костер и войдем на него оба: будет правой вера того, кто выйдет из огня целым и невредимым; ему мы и последуем все! 

Когда было принесено множество дров, патриарх приказал развести громадный костер около столпа, а затем сказал столпнику: 

— Сойди со столпа, и, согласно словам твоим, пойдем оба в огонь. 

Столпник изумлялся между тем горячей вере патриарха и его твердому упованию на Бога и не желал сходить со столпа. 

Тогда патриарх сказал ему: 

— Разве не сам ты решил так? Разве не этим именно способом захотел ты испытать Бога? Почему же ныне ты не желаешь вступить в огонь? 

Вслед за тем патриарх, сняв омофор и став вблизи костра, возвел очи свои на небо и помолился Богу… Окончив молитву, патриарх бросил свой омофор в средину пламени. Несмотря на то, что огонь горел около трех часов и дрова вполне разгорелись, патриарх вынул из огня свой омофор целым и нисколько неповрежденным.
— Димитрий Ростовский. Жития святых. 8 июня
В 544 году Ефрем, после долгих раздумий, подписал указ императора Юстиниана I об анафеме епископов еретиков Феодора, Феодорита и Ивы. Сомнения Ефрема были вызваны неосуждением этих лиц на Халкидонском соборе.
Ефрем скончался в 545 году.
Ефрем оставил догматические и полемические произведения, проповеди и письма (включены в 86-й том Patrologia Graeca). При этом ни одно из его сочинений не сохранилось полностью, только во фрагментах. Основной темой богословия Ефрема является защита Халкидонского собора и полемика с монофизитами и несторианцами.